# جاكي ماكسويل
جاكي ماكسويل (بالإنجليزية: Jackie Maxwell)‏ هي مخرجة أيرلندية، ولدت في 1956.